# Прапор саамів
Національний прапор саамів (Прапор саамського народу) - національний прапор саамів, народу, що проживає в Лапландії (на півночі Норвегії, Фінляндії та Швеції, а також в Мурманській області Росії). Затверджено в 1986 році.

## Історичні відомості
З 13 по 15 серпня 1986 року в шведському Оре проходила XIII Міжнародна саамська конференція. Перед конференцією був оголошений конкурс, на якому найкращим із запропонованих варіантів був визнаний прапор, автором якого була художниця з Норвегії Астрід Біль (Astrid Båhl). 14 серпня 1986 року прапор саамів вперше було піднято, а на наступний день, 15 серпня, він був затверджений  .

## Опис прапора
Стандартний розмір прапора - 2020 на 1500 мм. Прапор складається з вертикальних ліній різної ширини синього, жовтого, зеленого і червоного кольору і об'єднує їх червоно-синього кола  .
Кольори прапора згідно з колірної моделі Пантоне: червоний 485C, зелений 356C, жовтий 116C, синій 286C .

## Пояснення символіки прапора
Чотири кольори прапора - кольору гакті, традиційного саамського костюму. Коло відображає форму саамського бубна і символізує сонце та місяць, першопредків саамів згідно поемі південносаамського поета і священика Андерса Фьєлльнера (1795-1876) Paiven parneh («Діти сонця», в іншому перекладі - «Сини сонця»): синя частина кола - місяць, червона - сонце  .
Чотири кольори прапора, так само як і коло яке їх об'єднує, символізують також спільність саамів Норвегії, Фінляндії, Швеції та Росії .